# Gostol
Gostol-Gopan d.o.o je novogoriško podjetje, ki proizvaja opremo za pekarstvo. Podjetje Gostol-Gopan je bilo ustanovljeno leta 1992, sicer segajo zametki podjetja v leto 1947, ko so ustanovili prve delavnice v Solkanu. Ime "Gostol" je akronim za Goriške strojne tovarne in livarne. V 1960ih se je podjetje preselilo na prvomajsko ulico v Novi Gorici. V 1960ih in 1970ih je podjetje imelo okrog 1800 zaposlenih in proizvodnje linije v Tolminu, Idriji in Novi Gorici.

## Izdelki
- Stroji za pripravo testa, rezanje in oblikovanje testa
- Peči
- Pekarski roboti

Podobnoimenkso podjetje Gostol TST iz Čiginja proizvaja stroje za peskanje.